# Nanno
Nanno település Olaszországban, Trento megyében.  Nanno Cles, Taio, Tassullo, Terres, Tuenno, Flavon és Denno községekkel határos.

## Népesség
A település népességének változása: